# Notogomphus maryae
Notogomphus maryae là loài chuồn chuồn trong họ Gomphidae. Loài này được Vick mô tả khoa học đầu tiên năm 2003.